# Фортов, Владимир Евгеньевич
Влади́мир Евге́ньевич Фо́ртов (23 января 1946, Ногинск, Московская область — 29 ноября 2020, Москва) — советский и российский физик, академик РАН (1991, член-корреспондент АН СССР с 1987). Президент Российской академии наук с 29 мая 2013 по 23 марта 2017 года.
В 1996—1997 годах заместитель председателя Правительства Российской Федерации; министр науки и технологий Российской Федерации, председатель Государственного комитета РФ по науке и технологиям (1996—1998).
Лауреат Государственной премии СССР (1988), Государственной премии России (1997), Государственной премии РФ имени Маршала Советского Союза Г. К. Жукова (2012) и четырёх премий Правительства РФ (1997, 1999, 2003, 2010). Полный кавалер ордена «За заслуги перед Отечеством».

## Биография
Отец — Евгений Викторович Фортов (1916—1977), инженер-подполковник, работал инженером по вооружению и главным энергетиком 30-го центрального научно-исследовательского института Министерства обороны. Мать — Галина Ивановна Фортова (1917—1993), преподавала историю в школе.
В 1962 году окончил среднюю школу с серебряной медалью. Затем поступил в Московский физико-технический институт (МФТИ) на аэромеханический факультет. В 1968 году с отличием окончил его по специальности «термодинамика и аэродинамика» и был принят в аспирантуру МФТИ (научный руководитель — В. М. Иевлев). В 1971 году досрочно защитил кандидатскую диссертацию на тему «Теплофизика плазмы ядерных ракетных двигателей».
С октября 1971 по май 1986 года работал в отделении Института химической физики АН СССР (ОИХФ) в Черноголовке (ныне — Институт проблем химической физики РАН). По собственным воспоминаниям, попал в OИХФ благодаря встрече с академиком Зельдовичем на научном симпозиуме. В 1976 году защитил докторскую диссертацию на тему «Исследование неидеальной плазмы динамическими методами». С 1982 года — профессор по специальности «химическая физика, в том числе физика горения и взрыва».
С 1986 по 1992 годы работал заведующим отделом Института высоких температур АН СССР (ныне — ОИВТ РАН) и, по совместительству, заведующим лабораторией в OИХФ.
В 1987 году избран членом-корреспондентом АН СССР по Отделению физико-технических проблем энергетики (специальность «теплофизика»), а в 1991 году — действительным членом РАН по Секции физики, энергетики и радиоэлектроники.
С 1992 по 2007 годы — директор Института теплофизики экстремальных состояний ОИВТ РАН.
С 1993 по 1997 годы — председатель Российского фонда фундаментальных исследований. С 1996 по 2001 годы — вице-президент РАН.
В августе 1996 года был назначен председателем Государственного комитета РФ по науке и технологиям, затем — Министром науки и технологий, одновременно до марта 1997 года являлся заместителем Председателя Правительства РФ; в марте 1998 года вышел в отставку в составе кабинета Виктора Черномырдина.
С 2007 по 2018 годы — директор ОИВТ РАН. Также являлся заведующим кафедрой физики высокотемпературных процессов в МФТИ (факультет молекулярной и химической физики).
С 2002 по июнь 2013 года — академик-секретарь Отделения энергетики, машиностроения, механики и процессов управления РАН.
С 2010 года — член консультативного научного совета фонда «Сколково».
Также с 2011 года входил в состав попечительского совета Северного (Арктического) федерального университета имени Ломоносова.

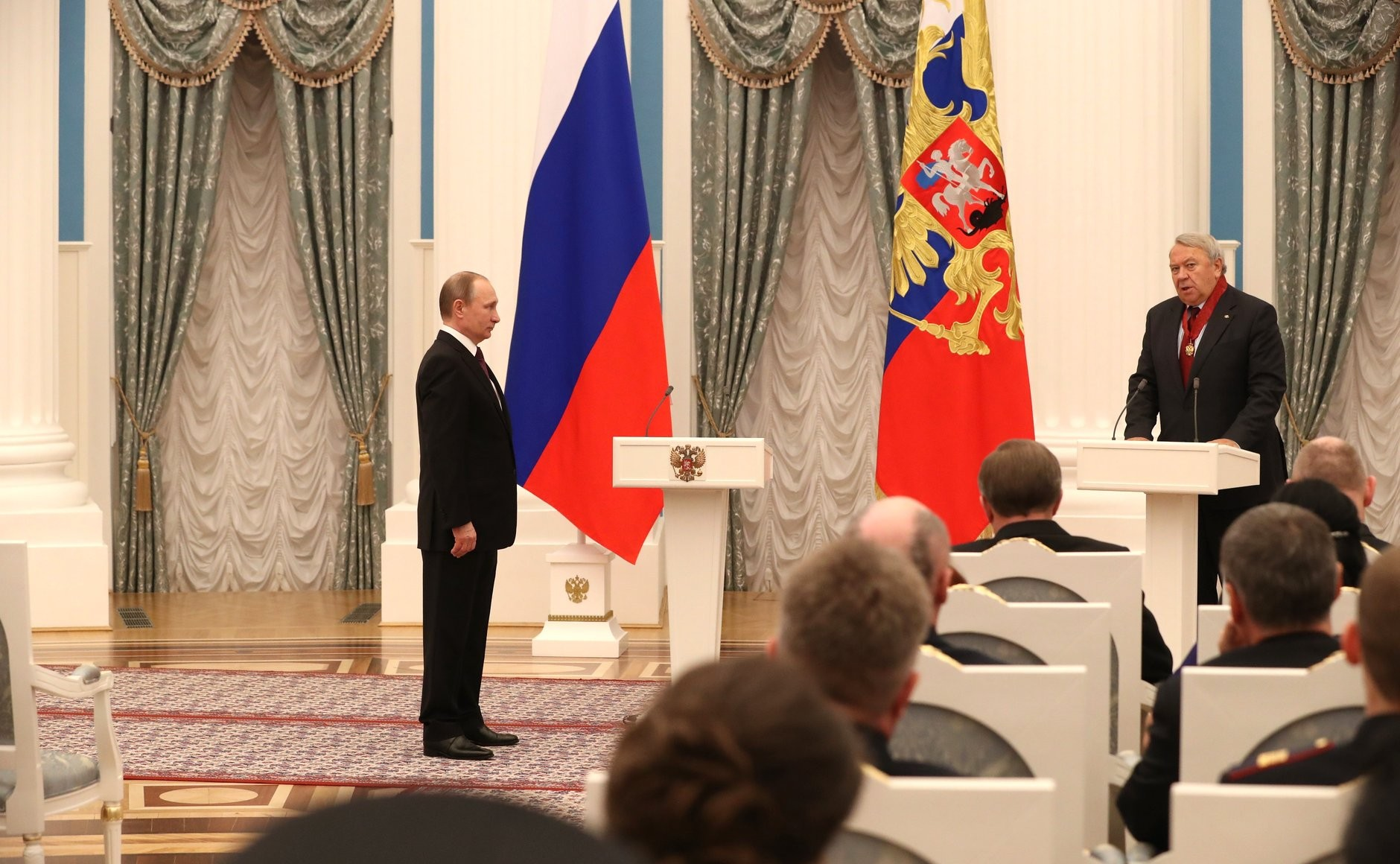
Награждение орденом «За заслуги перед Отечеством» II степени, 10 марта 2016 года

29 мая 2013 года Общим собранием Российской академии наук был избран президентом академии, набрав 58,3 % голосов. Для проведения тайного голосования членам Общего собрания РАН было выдано 1314 бюллетеней, проголосовало 1313 человек. Конкуренты академика Владимира Фортова — академики Жорес Алфёров и Александр Некипелов набрали соответственно 26,3 % и 10,9 % голосов, не отдали голоса «за» ни за одного из кандидатов 4,5 % (59 человек). В период нахождения Фортова на должности президента РАН прошла масштабная правительственная реформа, ограничившая самостоятельность Академии.
В феврале 2017 года получил поддержку Президиума РАН для переизбрания на пост президента РАН на новый срок. Выборы должны были пройти в конце марта. Непосредственно перед выборами снял свою кандидатуру (так же сделали и два других кандидата — Александр Макаров и Владислав Панченко), и выборы были отложены. Полномочия Фортова как президента РАН истекали 27 марта 2017 года. 22 марта исполняющим обязанности главы Российской академии наук до перенесённых на осень 2017 года выборов был назначен вице-президент РАН Валерий Козлов. Вскоре подал заявление об освобождении от должности президента РАН, которое было удовлетворено Председателем Правительства Российской Федерации 23 марта 2017 года.
На осенних выборах Фортов не баллотировался, поддержал кандидатуру Александра Сергеева. На Общем собрании Академии снова был избран академиком-секретарем ОЭММПУ РАН.
Мастер спорта по баскетболу и парусному спорту. Кандидат в мастера спорта по шахматам. Начал заниматься парусным спортом на третьем курсе МФТИ, где был яхт-клуб. Под парусами на яхте прошёл Мыс Доброй Надежды и Мыс Горн. [когда?] В составе международных научных экспедиций достиг Северного и Южного полюсов. [когда?] Погружался на глубоководном аппарате «Мир» на дно озера Байкал.
Был женат, есть дочь.
Скончался 29 ноября 2020 года в ЦКБ в Москве от коронавирусной инфекции. За несколько дней до смерти у него произошёл инсульт. 2 декабря был похоронен на Новодевичьем кладбище.

## Научная деятельность
Основные работы посвящены физике мощных ударных волн в плотной плазме и экстремальным состояниям вещества. Под руководством и при непосредственном участии Фортова были проведены теоретические и экспериментальные работы в области физики высоких плотностей энергии, физики неидеальной плазмы и химической физики, космической физики, теории горения и взрыва, теплофизических свойств веществ и их поведения в экстремальных условиях.
В мировой науке известен и как создатель и руководитель нового научного направления — динамической физики неидеальной плазмы. Оригинальные и обобщающие труды Фортова и его учеников включают изданные в последние годы монографии: «Неидеальная плазма», «Сильные ударные волны и экстремальные состояния вещества», «Ударноволновые явления в конденсированном веществе», «Ударные адиабаты конденсированного вещества при высоких плотностях энергии», «Экстремальные состояния вещества на Земле и в космосе».
Работы по созданию научных основ защиты космического аппарата при реализации международного проекта «Вега» — изучению кометы Галлея, по моделированию процесса и исследованию последствий столкновения кометы Шумейкеров — Леви 9 с Юпитером внесли значительный вклад в развитие космической физики. Внёс принципиальный вклад в проведение цикла исследований по физике высоких плотностей энергии на комплексе «Ангара-5-1».
Фундаментальным и многообещающим по перспективам применения представляется проводимый в 2010-е годы под руководством Фортова цикл экспериментов по исследованию формирования квазикристаллических упорядоченных структур в плазме, включая уникальный космический эксперимент «Плазменный кристалл», начатый на орбитальном комплексе «Мир» в 1998 году и продолжающийся на Международной космической станции (МКС).
В Московском физико-техническом институте под научным руководством Фортова защищено 11 докторских и более 30 кандидатских диссертаций. Главный редактор журнала «Теплофизика высоких температур», член редколлегии журнала «Успехи физических наук», редактор многотомной серии «Энциклопедия низкотемпературной плазмы», главный редактор научно-популярного журнала «В мире науки» и главный редактор журналов «Доклады Академии наук» и «Вестник Российской академии наук».
Научные работы Фортова были процитированы суммарно более 30 тысяч раз, индекс Хирша — 64 по WoS.

## О взаимоотношении науки и религии
В книге издательства РФЯЦ-ВНИИЭФ, посвящённой установлению сотрудничества научного сообщества ВНИИЭФ и Русской православной церкви в 1988—2001 годы, а также деятельности Всемирного русского народного собора, был напечатан текст выступления Фортова, присутствовавшего на Соборных слушаниях «Вера и знание: наука и техника на рубеже столетий» в 1998 году. Фортов подчеркнул важность того, чтобы россияне «…в этот критический период почувствовали уверенность, и наука могла бы дать им надёжную материальную опору, а церковь — опору моральную». Кроме того, он отметил, что «…поиск нужных пропорций между элементами научных и религиозных знаний всё больше занимает учёных». В качестве сферы для сотрудничества научных и церковных деятелей В. Е. Фортов назвал, помимо познания окружающего мира, формирование «государственного патриотизма», а также «борьбу с мистикой, колдовством, астрологией».
Профессор МГУ Ю. Н. Ефремов, подвергая жёсткой критике научный креационизм, упомянул Фортова, случайно приписав ему заявления о «признании Абсолюта и творения мира». На самом же деле, Фортов на Соборных слушаниях произнёс слова о допустимости постановки под сомнение любых концепций (в том числе, «…казалось бы, незыблемых теорий прошлого, таких как дарвинизм,… общепринятое исчисление геологических эпох») и о возможности согласования ряда научных данных с основными положениями Библии, а также оценил историческую роль церкви в становлении науки.

## Семья[28]
- Отец — Фортов Евгений Викторович (1916—1977), участник Великой Отечественной войны, инженер-подполковник, работал главным энергетиком ЦНИИ-30.
- Мать — Фортова Галина Ивановна (1917—1993), преподаватель истории в средней школе.
- Жена — Фортова (Поспелова) Татьяна Николаевна (1945 г. рожд.), научный сотрудник.
  - Дочь – Кравченко (Фортова) Светлана Владимировна (1971 г. рожд.), научный сотрудник Института автоматизации проектирования РАН, доктор физико-математических наук, преподаватель кафедры вычислительной физики МФТИ[29].
    - Внучки: Александра (1991 г. рожд.), Нина (2001 г. рожд.), Стефания (2005 г. рожд.).

## Почётные звания
- Член Международного планетарного общества (1996)
- Член Европейской Академии (1998)
- Председатель Комиссии РФ по делам ЮНЕСКО (1998—2005)
- Действительный член Международной академии астронавтики (2000)
- Действительный член Общества Макса Планка (академия наук), Германия (2000)
- Почётный член Американского физического общества (2001)
- Иностранный член Национальной инженерной академии США (2002)
- Иностранный член Национальной академии наук Грузии (2002)
- Член Королевской инженерной академии Великобритании[30] (2003)
- Член Шведской Королевской инженерной академии (2004)
- Заместитель председателя Международного научного совета программы ЮНЕСКО по фундаментальным наукам (2005)
- Почётный профессор Университета Бен-Гуриона, Израиль (2009)
- Приглашённый профессор Отделения Физики Имперского колледжа, Великобритания (2009—2013)
- Почётный профессор Франкфуртского университета (2010)
- Член Консультативного научного совета инновационного центра Сколково (2010)
- Менделеевский чтец — LXVI Менделеевские чтения (2010)
- Иностранный член Национальной академии наук США[31] (2014)
- член-корреспондент Королевской Инженерной академии Испании (2014)[32][33]
- Почётный доктор Политехнического университета Валенсии, Испания (2016)[34]

## Награды
- 1985 — Медаль I степени высшей школы СССР «За научные исследования»
- 1986 — Орден Трудового Красного Знамени
- 1988 — Государственная премия СССР
- 1996 — Орден «За заслуги перед Отечеством» IV степени (27 марта 1996 года) — за заслуги перед государством, успехи, достигнутые в труде, и большой вклад в укрепление дружбы и сотрудничества между народами[35]
- 1997 — Медаль имени Г. Н. Бабакина
- 1997 — Государственная премия Российской Федерации «За создание комплекса „Ангара-5-1“ и проведение цикла исследований по физике высоких плотностей энергии и излучающей плазмы многозарядных ионов»
- 1997 — Премия Правительства Российской Федерации
- 1997 — Международная научная Премия имени Карпинского (Фонд Альфреда Тёпфера[нем.], Германия) — за выдающиеся достижения в области теплофизики, теоретической и экспериментальной физики
- 1998 — Медаль «В память 850-летия Москвы»
- 1999 — Орден «За заслуги перед Отечеством» III степени (4 июня 1999 года) — за большой вклад в развитие отечественной науки, подготовку высококвалифицированных кадров и в связи с 275-летием Российской академии наук[36]
- 1999 — Медаль Министерства обороны РФ «За укрепление боевого содружества»
- 1999 — Премия Правительства Российской Федерации
- 1999 — Золотая медаль имени Бриджмена[нем.] (присуждается Международным союзом физики и техники высоких давлений за работы в области физики плазмы) — за заслуги в области физики и техники высоких давлений
- 2000 — Юбилейная медаль «300 лет Российскому флоту»
- 2001 — Золотая медаль имени В. Г. Шухова «За выдающийся вклад в развитие науки и техники»
- 2002 — Почётная грамота Правительства Российской Федерации
- 2002 — Международная научная Премия Макса Планка — за научные работы в области физики плазмы[37]
- 2003 — Премия Правительства Российской Федерации
- 2003 — Медаль Президента Чеченской Республики «За личный вклад в восстановление мира и согласия на Кавказе»[38]
- 2003 — Премия Ханнеса Альфвена Европейского Физического Общества по физике плазмы — за выдающиеся исследования в области высокотемпературной плазмы[39]
- 2005 — Кавалер Золотого почётного знака «Общественное признание»
- 2005 — Международная Золотая медаль ЮНЕСКО имени Альберта Эйнштейна «За научные заслуги» — за выдающиеся достижения в науке и развитие международного научного сотрудничества
- 2005 — Международная научная премия имени Дж. Дюваля — за пионерские исследования физики высоких плотностей энергии
- 2006 — Орден «За заслуги перед Федеративной Республикой Германия» I степени за выдающиеся достижения в науке и развитие научного сотрудничества с учеными ФРГ[40]
- 2006 — Кавалер Ордена Почётного легиона (Франция)[41]
- 2006 — Орден Почёта (20 июля 2006 года) — за достигнутые трудовые успехи и многолетнюю добросовестную работу[42][43]
- 2008 — Золотая медаль имени акад. Н. Н. Семёнова Российской Академии инженерных наук им. А. М. Прохорова — за выдающиеся заслуги в области горения, взрыва и детонации
- 2009 — Международная премия имени Гласса за достижения в области физики ударных волн (Нагойский университет, Япония)[44]
- 2010 — Кавалер Ордена «Почётный гражданин России»[45]
- 2010 — Премия Правительства Российской Федерации за практическую разработку «Научные исследования и учебные пособия по физике низкотемпературной плазмы»[46]
- 2010 — Международная премия Андрея Первозванного «За Веру и Верность»
- 2011 — Премия имени А. Г. Столетова РАН[47]
- 2011 — Орден Дружбы (20 апреля 2011 года) — за большой вклад в развитие отечественной науки и многолетнюю плодотворную деятельность[48]
- Почётный член Российской академии ракетных и артиллерийских наук
- 2012 — Государственная премия РФ имени Маршала Советского Союза Г. К. Жукова[49].
- 2013 — Международная премия «Глобальная энергия» — за исследования теплофизических свойств и мощных импульсных энергетических устройств, положенных в основу создания импульсных генераторов, сильноточных токоограничителей, имитаторов ударов молний высоковольтных линий электропередач и эффективных устройств преобразования энергии[50]
- 2013 — Орден Александра Невского (21 декабря 2013 года) — за особые личные заслуги в развитии отечественной науки, многолетнюю плодотворную деятельность и укрепление обороноспособности страны[51]
- 2016 — Орден «За заслуги перед Отечеством» II степени (18 января 2016 года) — за большой вклад в развитие науки, образования, подготовку квалифицированных специалистов и многолетнюю плодотворную деятельность[52]
- 2016 — Орден святителя Макария, митрополита Московского и всея Руси I степени (РПЦ)
- 2017 — Орден «За заслуги перед Отечеством» I степени[53][54]
- 2021 — Золотая медаль имени Н. Н. Семёнова РАН — за большой вклад в развитие химической физики (посмертно)
- Почётный работник высшего профессионального образования Российской Федерации
- Почётный гражданин Ногинского района[55].

## Основные публикации
Книги
- Канель Г. И., Разоренов С. В., Уткин А. В., Фортов В. Е. Ударно-волновые явления в конденсированных средах. — М.: Янус-К, 1996. — 407 с.
- Kanel G. I., Razorenov S. V., Fortov V. E. Shock-Wave Phenomena and the Properties of Condensed Matter. — New York: Springer, 2004. — 320 p.
- Fortov V., Iakubov I., Khrapak A. Physics of Strongly Coupled Plasma. — Oxford University Press, 2006
- Канель Г. И., Разорёнов С. В., Уткин А. В., Фортов В. Е. Экспериментальные профили ударных волн в конденсированных веществах. — М., 2008. — 248 с.
- Фортов В. Е., Храпак А. Г., Якубов И. Т. Физика неидеальной плазмы. — М., 2010. — 528 с.
- Фортов В. Е. Избранные статьи и доклады. — Черноголовка: ИПХФ РАН, 2005. — 575 с.
- Фортов В. Е. Экстремальные состояния вещества. — М., 2009. — 304 с.
- Фортов В. Е. Уравнения состояния вещества от идеального газа до кварк-глюонной плазмы. — М., 2012. — 492 с.
- Ebeling W., Fortov V., Filinov V. Quantum Statistics of Dense Gases and Nonideal Plasmas. — Springer, 2017

Некоторые статьи:
- Фортов В. Е. Динамические методы в физике плазмы // УФН. — 1982. — Т. 138. — Вып. 3. — С. 361—412.
- Бушман А. В., Фортов В. Е. Модели уравнения состояния вещества // УФН. — 1983. Т. 140. — Вып. 2. — С. 177—232.
- Анисимов С. И., Прохоров А. М., Фортов В. Е. Применение мощных лазеров для исследования вещества при сверхвысоких давлениях // УФН. — 1984. — Т. 142. — Вып. 3. — С. 395—434.
- Аврорин Е. Н., Водолага Б. К., Симоненко В. А., Фортов В. Е. Мощные ударные волны и экстремальные состояния вещества // УФН. — 1993. — Т. 163. — № 5. — С. 1—34.
- Фортов В. Е., Гнедин Ю. Н., Иванов М. Ф., Ивлев А. В., Клумов Б. А. Столкновение кометы Шумейкер—Леви 9 с Юпитером: что мы увидели // УФН. — 1996. — Т. 166. — № 4. — С. 391—422.
- Канель Г. И., Разоренов С. В., Фортов В. Е. Волны разрушения в ударно-сжатом стекле // Успехи механики. — 2005. — Т. 3, № 3. — С. 3—5.
- Канель Г. И., Разоренов С. В., Фортов В. Е. Ударные волны в физике конденсированного состояния // УФН. — 2007. — Т. 177, № 8. — С. 809—830.

## Память

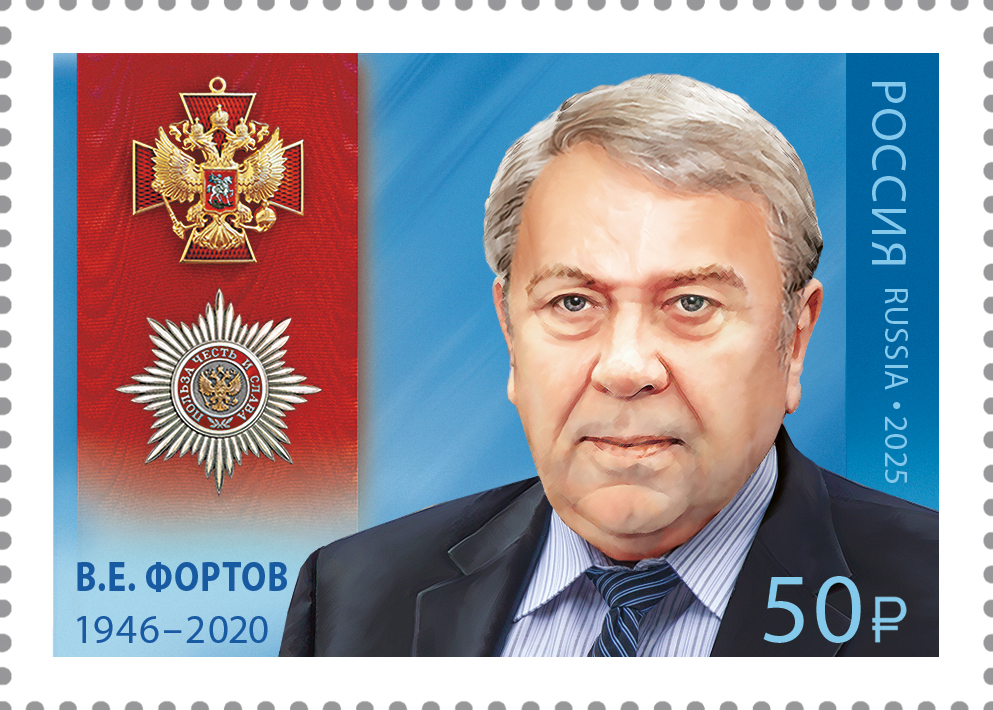
Марка Почты России, 2025 год.

- Гора «Академик Фортов» в Кабардино-Балкарии высотой 3814 метров[56].
- Почта России в 2025 году в серии «Кавалеры ордена "За заслуги перед Отечеством"» выпустила марку, на которой изображен В. Е. Фортов[57].